# Clas Tamm

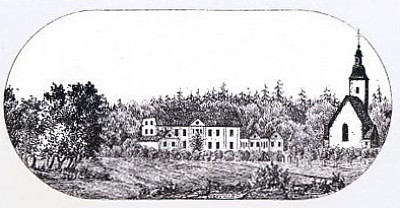
Clas Tamms egenhändiga illustration visande Tvetabergs säteri och Tveta kyrka.

Clas Anton Tamm, född 20 april 1807 i Films socken, Uppsala län, död 18 januari 1866 på Tvetaberg, Tveta socken, Stockholms län, var en svensk brukspatron och tecknare.

## Biografi
Tamm blev student vid Uppsala universitet 1817 och var extra ordinarie kanslist i Handels- och finansexpeditionen, kopist i Kungl. Maj:ts kansli 1838 och brukspatron på Tvetabergs säteri i Tveta socken. Han var amatörmusiker (flöjt) och medlem av Harmoniska sällskapet och ledamot av Kungliga Lantbruksakademien. Han invaldes den 15 februari 1861 som ledamot (andra klassen) nr 381 av Kungliga Musikaliska Akademien.. Som fritidssysselsättning var han verksam som tecknare och har i laveringar avbildat ett flertal Bruksmiljöer.
Clas Tamm var son till friherre Pehr Adolph Tamm och Johanna Charlotta Ehrenbill och från 1836 gift med sin kusin Christina Carolina Östberg (1812–1880), dotter till Carl Östberg och fastern Carolina Elisabeth Tham. Han var farfar till Nils Oskar Fredrik Tamm.